# David Roupec
David Roupec (* 23. květen 1992, Olomouc) je český hokejový obránce.
Sezona 2012/2013, kdy nastupoval za Královské lvy Hradec Králové, pro něj byla velice úspěšná. Do většiny utkání zasáhl v první lajně a je jedním z nejvytěžovanějších beků. I přes jeho nízký věk.

## Kluby podle sezon
- 2000/2001 HC Olomouc
- 2001/2002 HC Olomouc
- 2002/2003 HC Olomouc
- 2003/2004 HC Olomouc
- 2004/2005 HC Olomouc
- 2005/2006 HC Olomouc
- 2006/2007 HC Olomouc
- 2007/2008 HC Slezan Opava
- 2008/2009 HC Slezan Opava
- 2009/2010 HC Oceláři Třinec
- 2010/2011 HC Oceláři Třinec, HC Frýdek-Místek
- 2011/2012 HC Oceláři Třinec, HC Baník Karviná, HC VCES Hradec Králové
- 2012/2013 Královští lvi Hradec Králové
- 2013/2014 HC Oceláři Třinec
- 2014/2015 LHK Jestřábi Prostějov (1. liga)
- 2015-2016 HC ČSOB Pojišťovna Pardubice, EBEL Orli Znojmo
- 2016-2017 WSV Sterzing – SSI Vipiteno Broncos